# Villamena (Granada)
Villamena ist eine Gemeinde in der Provinz Granada im Südosten Spaniens mit 1.005 Einwohnern (Stand: 2024). Die Gemeinde liegt in der Comarca Valle de Lecrín. 

## Geografie
Die Gemeinde liegt im Süden der Provinz und grenzt an Albuñuelas, Dúrcal, Lecrín, Nigüelas, El Padul und El Valle. Die Gemeinde liegt im Tal von Lecrín, ein Gebiet, das an den Westhang der Sierra Nevada grenzt.

## Geschichte
Die Gemeinde entstand 1974 aus der Fusion der Ortschaften Cónchar und Cozvíjar.